# Dambograszanger
De dambograszanger (Cisticola dambo) is een zangvogel uit de familie Cisticolidae.

## Verspreiding en leefgebied
Deze soort komt voor in centraal Afrika en telt twee ondersoorten:
- C. d. kasai: provincie Kasai (het zuidelijke deel van Centraal-Congo-Kinshasa).
- C. d. dambo: zuidoostelijk Congo-Kinshasa, oostelijk Angola en westelijk Zambia.

## Status
De grootte van de populatie is niet gekwantificeerd maar de soort wordt omschreven als plaatselijk algemeen. Op de Rode lijst van de IUCN heeft deze soort de status niet bedreigd.